# دلتا الحمم

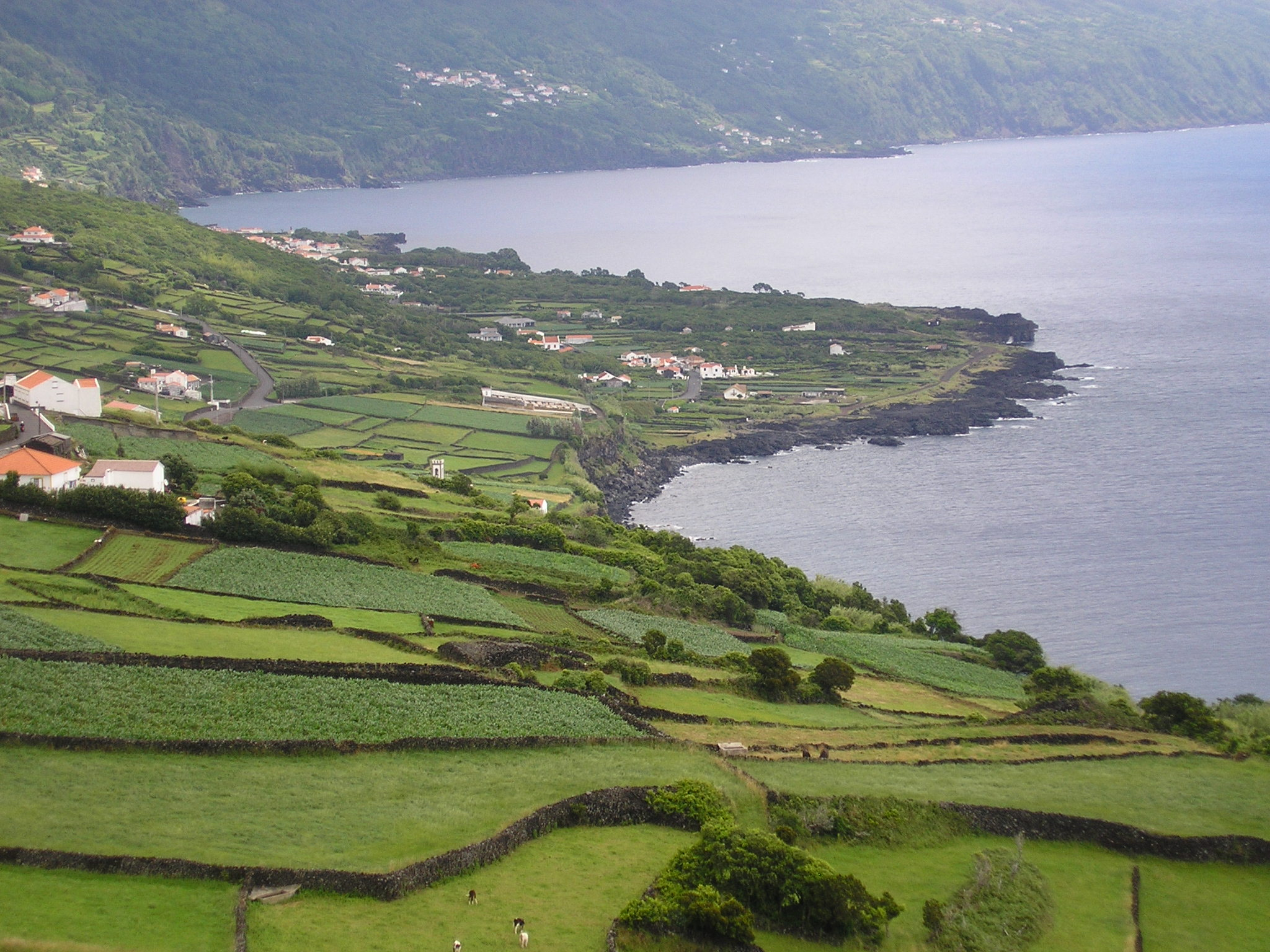
صورة لدلتا الحمم بالقربمن سانتا كروز.

تتشكل دلتا الحمم على غرار دلتا الأنهار، حيثما تدخل تدفقات كافية من الحمم تحت الهوائية إلى مسطحات مائية ثابتة. يُبَرِد الحمم البركانية ويتفكك لأنه يصادف المياه، مع ملء الأجزاء الناتجة في تضاريس قاع البحر المجاورة بحيث يمكن نقل التدفق بعيدًا عن الشاطئ الفرعي الجوي. ترتبط دلتا الحمم عمومًا بالبراكين البازلتية على نطاق واسع.